# Diocèse de Viedma
Le diocèse de Viedma (en latin : Dioecesis Viedmensis ; en espagnol : Diócesis de Viedma) est un diocèse de l'Église catholique en Argentine, suffragant de l'archidiocèse de Bahía Blanca.

## Territoire
Il comprend six départements de la province de Río Negro : Adolfo Alsina, Avellaneda, Conesa, Pichi Mahuida, San Antonio et Valcheta. Son territoire est d'une superficie de 89 000 km2 divisé en 15 paroisses.
Le siège épiscopal est dans la ville de Viedma où se trouve la cathédrale Notre-Dame-de-la-Merci (es).

## Historique
Le diocèse est érigé le 20 avril 1934 par la constitution apostolique Nobilis Argentinae nationis du pape Pie XI en prenant sur le territoire de l'archidiocèse de Buenos Aires. Il est nommé suffragant de l'archidiocèse de La Plata lors de sa création.
Le 11 février 1957, il cède une portion de son territoire pour l'érection du diocèse de Comodoro Rivadavia et acquiert la province de Neuquén donnée par le diocèse de Mendoza (aujourd'hui archidiocèse de Mendoza). Il intègre aussi la province ecclésiastique de l'archidiocèse de Bahía Blanca.
Par la lettre apostolique Auxiliatricem Virginem Mariam du 19 avril 1960, le pape Jean XXIII reconnaît la Vierge Marie vénérée sous le vocable de Marie Auxiliatrice comme patronne principale du diocèse.
Il cède une partie de son territoire le 10 avril 1961 pour la création du diocèse de Neuquén. Il donne encore du territoire le 22 juillet 1993 pour l'établissement des diocèses d'Alto Valle del Río Negroet de San Carlos de Bariloche.

## Évêques
- Nicolás Esandi, S.D.B (13 septembre 1934 - 29 août 1948)
  - Sede vacante (1948-1953)
- José Borgatti, S.D.B (28 août 1953 - 26 octobre 1973)
- Miguel Esteban Hesayne (5 avril 1975 - 28 juin 1995)
- Marcelo Angiolo Melani, S.D.B (28 juin 1995 - 9 janvier 2002), nommé évêque de Neuquén
- Esteban María Laxague, S.D.B, depuis le 31 octobre 2002